# Franklin Park (Pennsylvanie)
Pour les articles homonymes, voir Franklin Park.
Franklin Park est un borough situé dans le comté d'Allegheny, en Pennsylvanie, aux États-Unis,. En 2010, il comptait une population de 13 470 habitants. Il est incorporé le 10 août 1961.

## Démographie
Lors du recensement de 2010, le borough comptait une population de 13 470 habitants. Elle est estimée, en 2019, à 1 441 habitants.

### Source de la traduction
- (en) Cet article est partiellement ou en totalité issu de l’article de Wikipédia en anglais intitulé « Franklin Park, Pennsylvania » (voir la liste des auteurs).